# Días de amor y venganza
Días de amor y venganza (en italiano: Giallo napoletano) es una película italiana de 1979 del género comedia policial dirigida por Sergio Corbucci. Es la última película de Peppino De Filippo que murió un año después del tiroteo, el 27 de enero de 1980. En Argentina se estrenó la película con el título Actos prohibidos de amor y venganza.

## Reparto
- Marcello Mastroianni: Raffaele Capece
- Ornella Muti: Lucia Navarro
- Michel Piccoli: Victor Navarro
- Renato Pozzetto: commissario Voghera
- Peppino De Filippo: Natale Capece
- Zeudi Araya: Elizabeth
- Capucine: sor Angela
- Franco Javarone: Gregorio Sella
- Natale Tulli: Albino, Matón
- Peppe Barra: Giardino, el jugador
- Tomas Arana: Walter Navarro
- Elena Fiore: doña Filomena
- Mimmo Poli: cocinero
- Carlo Taranto: carpintero

## Actores de doblaje españoles[1]
- Jesús Nieto: Raffaele Capece
- Selical Torcal: Lucia Navarro
- José Guardiola: Victor Navarro
- José Mortalla: comisario Voghera
- Eduardo Calvo: Natale Capece
- Rosa María Belda: Elizabeth y mujer en tienda
- Josefina De Luna: sor Angela
- Claudio Rodríguez: Gregorio Sella
- Manuel Torremocha: Albino, Matón
- Manuel Peiro: Giardino el jugador, marinero borracho y taxista
- Tomas Arana: Walter Navarro
- Delia Luna: doña Filomena
- Daniel Dicenta: cocinero y jugador del bingo
- Carlo Taranto: carpintero
- Eduardo Moreno: músico en bar, fotógrafo y Agostino Ampolla, enano
- Fernando Nogueras: policía que toma declaracíon y borracho en calle
- Juan Antonio Castro: fotógrafo, travesti y Marco (voz)
- Luis Marín: Tendero
- Ángel Egido: cliente restaurante

## Producción
El rodaje se rodó en 1978 entre Nápoles y Roma.